# Careful with That Axe, Eugene
Singles de Pink Floyd
Let There Be More Light / Remember a Day
(1968) The Nile Song
/ Ibiza Bar
(1969)
Pistes de Relics
Julia Dream Cirrus Minor
Careful With That Axe, Eugene est une chanson du groupe de rock progressif britannique Pink Floyd. La version studio est incluse sur Relics, tandis qu'une version live est disponible sur Ummagumma. 
La chanson est présente sur de très nombreux enregistrements pirates et est un morceau emblématique de Pink Floyd, qui le joue systématiquement sur scène de 1968 à 1973. En 1969, cette pièce est intégrée dans la suite conceptuelle The Man and the Journey sous le titre Beset by the Creatures of the Deep. Elle disparaît une première fois du répertoire scénique de Pink Floyd en 1973, et réapparaît en 1977, en rappel au cours de la tournée In The Flesh pour une seule ultime interprétation publique.

## Composition
La pièce se compose de trois parties :
1. Une longue introduction angoissante, avec basse répétitive, cris plaintifs et orgue lancinant, soutenus par une rythmique toute en dentelles de la batterie (cymbales essentiellement), conclue lorsque Waters chuchote « careful with that axe, Eugene ».
2. Une explosion sonore, initiée par un cri primal de Waters, que relaie la guitare de Gilmour dans un déluge de sons, de cris, soutenus par les nappes grondantes de l'orgue de Wright et la batterie déchaînée de Mason.
3. Un retour progressif au calme, symétrique à la première partie, jusqu'à l'extinction du morceau dans un dernier soupir de Waters.

La prestation de la chanson sur Live at Pompeii inclut ces mots-ci :
Down, down. Down, down. The star is screaming.
Beneath the lies. Lie, lie. Tschay, tschay, tschay.
[son de Waters soufflé dans le microphone]
[léger cri de Waters]
Careful, careful, careful with that axe, Eugene.
[cri très fort et prolongé]
[encore un]
[Waters soufflant dans le microphone]
[léger cri de Waters]
The stars are screaming loud.
Tsch.
Tsch.
Tsch.
[gémissement de Waters]

## Formation
- Roger Waters – basse, cris, chuchotements, murmures
- David Gilmour – guitare, voix
- Richard Wright – orgue Hammond, vibraphone
- Nick Mason – batterie

## Filmographie
À la fin du film Zabriskie Point de Michelangelo Antonioni, sortie en 1970, on peut entendre une autre version de Careful With That Axe, Eugene, plus courte cette fois-ci, intitulée Come In Number 51, Your Time Is Up et réalisée pour la B.O du film. 

## Liens
- Site officiel de Pink Floyd
- Site officiel de Roger Waters
- Site officiel de David Gilmour